# Echzell
Echzell este o comună în nordul al districtului Wetteraukreis, landul Hessa, Germania.

## Geografie

### Comune vecinate
Echzell este delimitat în nord de orașul Nidda, în sud-est de comuna Ranstadt, în sud de orașul Reichelsheim (Wetterau) și în vest de comuna Wölfersheim (toți la fel ca Echzell în districtul Wetteraukreis).

### Subdiviziuni
Comuna Echzell este subîmpărțită în cinci cartiere: Bingenheim, Bisses, Echzell, Gettenau și Grund-Schwalheim.

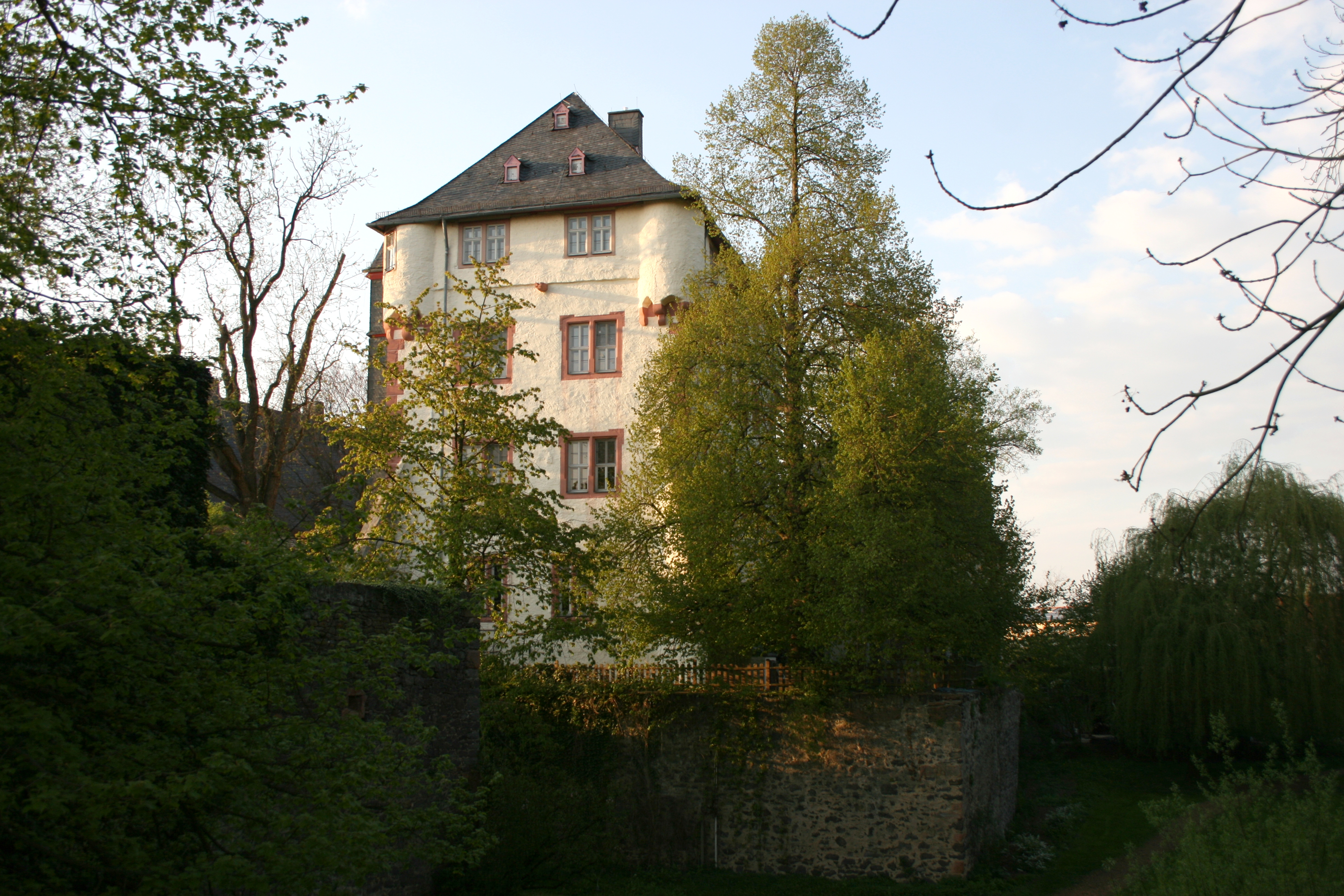
Castelul Bingenheim

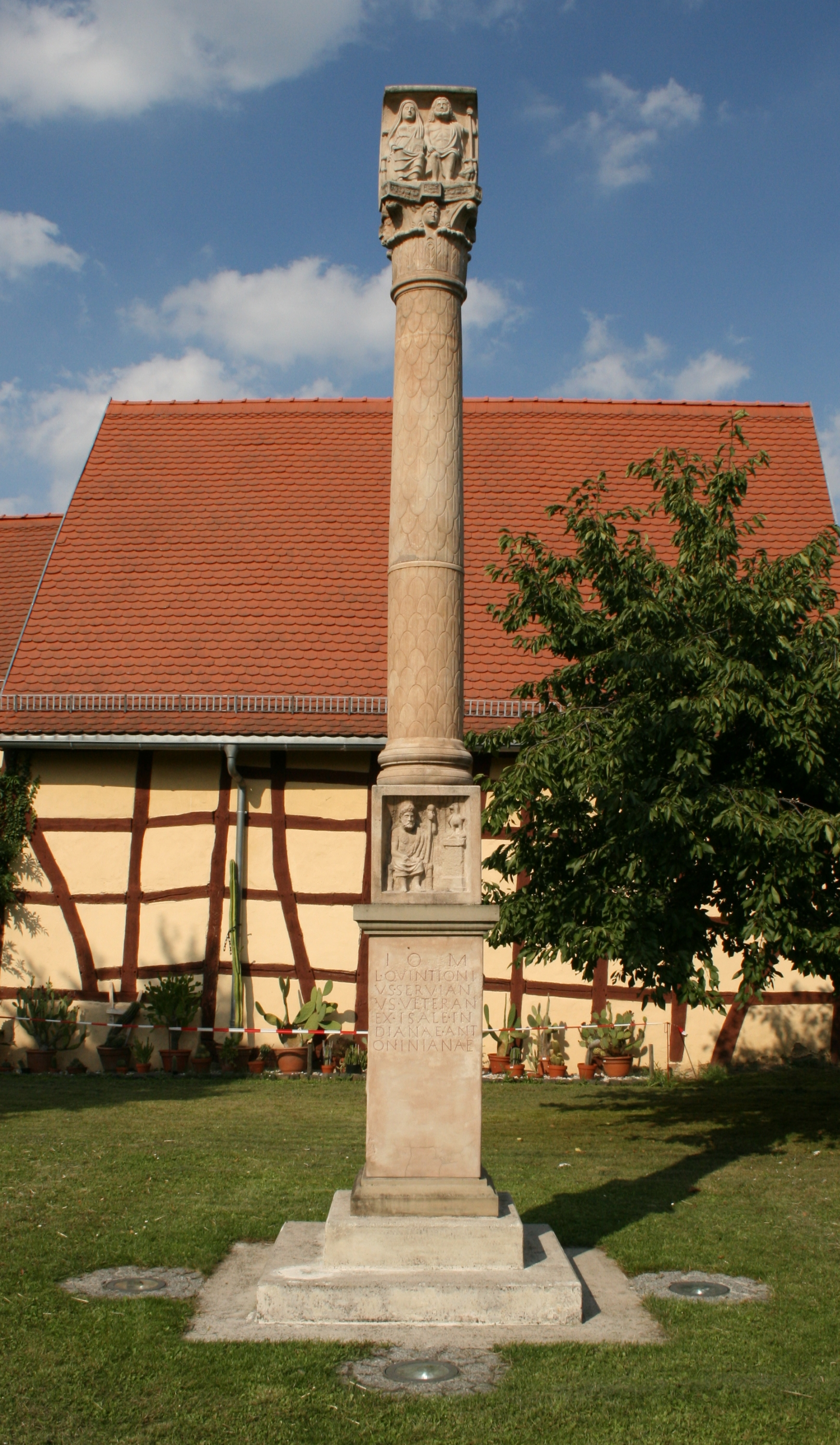
Coloana romană lui zeu Jupiter (Jupitersäule)

## Istorie
- Descoperiri arheologice arată că ținutul comunei a fost locuită din 5.000 î.Hr.
- Pe suprafața comunei s-a aflat un castel roman din 90 d.Hr. până în 260 d.Hr.[2]
- Pentru prima oară localitatea Echzell a fost documentată în anul 782 d.Hr. Cartierele au fost documentate în: Bingenheim (817), Bisses (sec. al IX-lea), Gettenau (1260) și Grund-Schwalheim (1129).
- Comuna "Echzell" s-a format în 1972 prin o reformă rurală în landul Hessa.

## Politică

### Alegeri comunale
Rezultatul alegerilor comunale de la 27. martie 2011:,
| Partid                      | Partid                                      | % 2011 | Consilieri 2011 | % 2006 | Consilieri 2006 | % 2001 | Consilieri 2001 |
| SPD                         | Sozialdemokratische Partei Deutschlands     | 45,8   | 14              | 44,3   | 14              | 53,1   | 17              |
| CDU                         | Christlich Demokratische Union Deutschlands | 30,3   | 10              | 34,5   | 11              | 30,4   | 9               |
| GRÜNE                       | Bündnis 90/Die Grünen                       | 16,7   | 5               | 9,6    | 3               | —      | —               |
| FWG                         | Freie Wählergemeinschaft Echzell            | 7,1    | 2               | 11,6   | 3               | 16,5   | 5               |
| Total                       | Total                                       | 100    | 31              | 100    | 31              | 100    | 31              |
| Participare la alegeri în % | Participare la alegeri în %                 | 52,4   | 52,4            | 51,7   | 51,7            | 58,8   | 58,8            |

### Primar
Rezultatul alegerilor de primar în Echzell:
| An                          | Candidat                    | Partid | Rezultat în % |
| 2007                        | Dieter Müller               | SPD    | 53,9          |
| 2007                        | Werner Müller               | CDU    | 46,1          |
| Participare la alegeri în % | Participare la alegeri în % | 59,0   | 59,0          |
| 2001                        | Dieter Müller               | SPD    | 64,4          |
| 2001                        | Lothar Moßmann              | FWG    | 35,6          |
| Participare la alegeri în % | Participare la alegeri în % | 48,8   | 48,8          |
| 1995                        | Dieter Müller               | SPD    | 61,2          |
| 1995                        | Andreas Günther             | CDU    | 38,8          |
| Participare la alegeri în % | Participare la alegeri în % | 69,3   | 69,3          |

## Obiective turistice
- Castelul Bingenheim
- Coloana romană lui zeu Jupiter (descoperit în anii 1990)
- Fragmente unei terme romană (sub biserica evanghelică)

### Muzee
- Museum Echzell (Muzeu de Echzell, așezat în cea mai veche farmacii din regiunea; adresa: Lindenstraße 3, 61209 Echzell)[6]

## Infrastructură
Prin Echzell trec drumul național B 455 (prin satul Grund-Schwalheim) și drumurile landului L 3188 și L 3412.

### Transporturi publice
Prin comuna Echzell trece linia de cale ferată RB 32 (Niddatalbahn Nidda - Friedberg (- Frankfurt pe Main)). Pe suprafața comunei se oprește la stațiile:
- Echzell
- Gettenau-Bingenheim